# Гагрински хребет
Гагринският хребет (на грузински: გაგრის ქედი; на руски: Гагрский хребет) е планински хребет в Голям Кавказ, простиращ се като изпъкнала на северозапад дъга в северозападната част на Грузия (историческата област Абхазия) и по границата с Русия (южната част на Краснодарски край), между долините на реките на северозапад и север, Бзъйб (Бзиб) и притока ѝ Юпшара на изток и бреговете на Черно море на югозапад. На североизток чрез прохода Ахук-Дара (2072 m) се свързва с Главния (Водоразделен) хребет на Голям Кавказ. Максимална височина връх Агепста 3256 m, (43°32′51″ с. ш. 40°28′56″ и. д. / 43.5475° с. ш. 40.482222° и. д.), издигащ се в северната му част, на границата между Русия и Грузия. Други по-високи върхове са: Ах-Аг 2732 m, Арабика 2656 m и др. Изграден е предимно от варовици, със силно развити карстови форми. Реките Жвака-Квара, Юпшара и др. образуват дълбоко всечени в хребета каньони. Почти повсеместно е покрит с широколистни и иглолистни гори, а най-високите части са заети от субалпийски и алпийски пасища. В североизточната му част се намира красивото високопланинско езеро Рица. По югозападните му склонове и крайбрежието на Черно море са разположени град Гагра и селището от градски тип Гантиади.

## Топографска карта
- К-37-V М 1:200000[2]